# Baltasar Barreira
Baltasar Barreira SJ (Sacavém, 1538 — Cabo Verde, 4 de Junho de 1612) foi um sacerdote jesuíta português, ordem em que ingressou com dezoito anos (1556).[carece de fontes?]
Exerceu o ministério da evangelização em Angola, ao longo de catorze anos, tendo sido conselheiro do governador de Luanda, Paulo Dias de Novais.
Durante o reinado de Dona Catarina em Portugal, foi enviada uma embaixada portuguesa a Angola, onde reinava Dambi Angola. Este recebeu os embaixadores e os padres, mas depois os prendeu e roubou seus bens. Dois padres morreram no cativeiro, e, seis anos depois, o embaixador pode voltar a Portugal, ficando, em Angola, de refém, o padre Francisco de Gouveia. Dambi disse a Dom Sebastião que queria batizar todo seu reino e entregar as minas de prata. O rei de Portugal enviou, de volta, Paulo Dias de Novaes com homens de armas, com outros padres da Companhia de Jesus, para converter os nativos. Os padres eram Garcia Simões, Baltazar Afonso, e mais dois; com a morte de Simões, que era o superior, foi mandado, em seu lugar, o padre Baltazar Barreira, e outro irmão, o padre Frutuoso Ribeiro.
Quando o governador português chegou a Angola, Darbi havia morrido, e o novo rei, Angola Quiloange, recebeu os portugueses com presentes, e mandou que todo seu reino tivesse boas relações com os portugueses. Para evangelizar os angolanos, o Padre Barreira aprendeu a língua local, e deu ordens para que se erguesse uma igreja, a São Paulo, pois Paulo era o nome do governador.
Uma das conversões do Padre Barreira foi de um dos reis locais, que queria se tornar cristão, a aprendeu com Barreira os mistérios da Fé. Vários parentes dele foram levados a Luanda, para serem batizados, o que deixou o governador Paulo Dias muito contente. O batismo ocorreu no dia de São Tomé, e o filho do rei passou a se chamar Dom Constantino, seu irmão Dom Tomé; o primeiro, por ser o primeiro fidalgo batizado em Angola, e o segundo pelo santo do dia.
Vendo, porém, o crescimento dos portugueses, o rei angolano Angola Quiloange desconfiou deles, e não quis mais vê-los em suas terras, por medo de perder o reino. Sem condições de abrir guerra aberta, começou a fazer uma guerra às escondidas. Os portugueses também queriam destruir o rei bárbaro, por considerarem que ele tinha más intensões. Quiloange juntou um exército de um milhão e duzentos mil homens, o que parece um número exagerado, mas era compatível com a população da região. Os portugueses eram trezentos, e ficaram cercados no rio Coanza, com grande temor. Só o governador e o padre Barreira não temiam, por confiar nos Céus e na proteção da Mãe Santíssima. Dom Paulo só encontrou, entre os negros cristãos, um aliado, que tinha trinta mil homens,
e seu comandante recebeu o título de Capitão-Mor do Exército.
No dia da Purificação de Nossa Senhora, os portugueses estavam em uma campina, e os angolanos espalhados pelas montanhas. O governador previu que os inimigos atacariam à noite, e deu ordens, às tres horas da tarde, para que os portugueses atacassem. O padre Barreira levou às mãos aos céus, em oração. Os portugueses avançaram, chamando pela Virgem da Vitória, e, à frente dos portugueses, avançou o governador Dom Pedro.
Os inimigos avançaram contra os portugueses, lançando uma chuva de flexas, porém, por milagre de Deus, as flexas de voltaram contra eles, assim como havia acontecido na Espanha nas lutas contra os mouros.
Depois de muito tempo a batalha parecia estar terminada, e avisaram ao Padre Barreira da vitória portuguesa, quando ele terminou de orar, e foi dar os parabéns ao governador. Os portugueses relaxaram, e os bárbaros, que estavam perdendo a coragem, voltaram a se animar, e atacaram e mataram sete portugueses. O governador deu ordens ao padre que voltasse à oração, onde estavam fundadas suas esperanças.
O padre levou às mãos aos céus, e então, sem que ninguém soubesse o motivo, os bárbaros começaram a lutar entre si. Eles fugiram, de noite, e foram dar em uma profunda barroca, que parecia estar preparada para sepultá-los. Lá eles foram caindo, uns sobre os outros, até que a vala foi coberta de corpos, e os outros puderam passar por cima. Chegada a manhã, o campo estava cheio de cadáveres.
Com esta vitória, os portugueses passaram a ser temidos e respeitados na África, as forças do rei de Angola foram destruídas, e foi muito celebrado o governador Paulo Dias de Novaes e o padre Barreira, a cujas orações a vitória foi atribuída.
Mais tarde, foi também evangelizador dos povos da Guiné, da Serra Leoa, e das ilhas de Cabo Verde, tendo convertido muitos chefes e construído várias igrejas.
Faleceu em Cabo Verde, com 74 anos de idade.